# Club de Futbol Cunit
El Club de Futbol Cunit és un club de futbol català de la ciutat de Cunit, Baix Penedès.

## Història
El club nasqué l'any 1958, després que el dia de Sant Esteve de l'any 1957 es jugués un partit de futbol entre joves de Cunit i Segur de Calafell, a la platja de Segur. Arran d'aquest primer partit, gràcies a homes com Juan Ortigosa, Arminio del Santo Joan Ricart, s'organitzà el club i començaren els primers partits entre clubs no federats dels voltants. La temporada 1967-68, el CF Cunit es va federar i va començar a competir en competicions oficials. També organitza el Trofeu Vila de Cunit.
En 2011 va signar un conveni amb l'ajuntament de Cunit pel qual aquesta entitat es farà càrrec de la gestió de l'Escola de Futbol Municipal i en potenciarà el futbol base. En 2012 va ascendir a la Segona Divisió Catalana de Futbol. En 2015 va ascendir al Grup 3 de la Tercera Divisió Catalana de futbol.